# Betrest
Betrest, Batyires o Batires (Bꜣ.ti ir.s, "que Bata tingui una disposició favorable cap a ella") va ser una reina egípcia de la I diinastia.

## Nom
| b | t · E11 | ti | r · s | t | B1 |

| b | t · E11 | ti | r · s | t | B1 |

Flinders Petrie va considerar els dos primers glifs com a part d'un títol, i llegeix el nom de la reina del fragment de pedra del Caire com a Tarset. Henri Gauthier hi llegeix Tef-ti-iriset, mentre que I.E.S. Edwards i Toby Wilkinson hi van llegir Bat-iry-set. Avui el seu nom es llegeix habitualment Betrest o Batyires. Segons Silke Roth, el nom Batyires significa "que Bata tingui una disposició favorable cap a ella". Ella creu que el nom de la reina estava relacionat amb l'ancestre-deïtat Bata (també llegit com a Bati). Toby Wilkinson en canvi tradueix el nom amb "la maternitat és la seva companya" i assenyala la possible posició de la reina com a mare d'un rei que va seguir al seu marit, el rei Den o Anedjib.

## Identitat
Es diu que Betrest va ser la mare de Semerkhet. El seu nom apareix a la Línia III del fragment de pedra del Caire C1, on hi apareix amb el títol de Mut (que significa "mare"). Es discuteix la identitat del seu marit. Alguns consideren que va ser el rei Den. Si fos així, el rei Anedjib hauria estat (mig) germà del rei Semerkhet. Una altra teoria assegura que Betrest era l'esposa d'Anedjib.
Possiblement, també apareix en una estela trobada a Abidós. El nom de la persona d'aquesta estela inclou un jeroglífic de moltó (que habitualment es llegeix "Ba") i els signes "s" i "t". Aquesta inscripció també conserva part d'un títol amb un signe de falcó d'Horus, que pot formar part del títol de "La que veu Horus", que és un títol comú per a les reines a l'Antic Regne. Silke Roth i Toby Wilkinson assenyalen, tanmateix, que el jeroglífic de moltó es llegia de manera diferent en els primers temps. La lectura com a "Ba" (que significa "ànima"), no apareix abans del període de l'Imperi Antic i durant les dues primeres dinasties el signe del moltó es llegia com a Khnemu (per a la deïtat Khnum) o Ser (que significa "ovella", "moltó", o "engendrador"). Aquesta lectura és motivada pel jeroglífic de la "s" de l'estela. En resum, la lectura de l'estela hauria de ser Seret, que significa "mare ovella" o "la del moltó". Sembla que els escribes ramèssides posteriors, que van fer la compilació de la pedra de l'Annal (i per tant la de la inscripció en pedra del Caire), no tenien coneixement de les lectures més antigues del signe del moltó i simplement van llegir "Ba", canviant Seret per Batyires.

## Tomba
Si la dona anomenada Betrest és la mateixa persona que la Seret de l'estela de la primera dinastia, aleshores Betrest hauria estat enterrada a la necròpolis del rei Den a Abidós. En aquest cas la seva tomba comprèn una cambra que està estructuralment enclavada a l'entrada de la cambra funerària de Den i, per tant, és subsidiària del seu enterrament. En aquest espai hi ha dues cambres que s'ajusten a aquesta descripció, una al costat esquerre de l'entrada i l'altra a la dreta. Les dues cambres difereixen en grandària, però totes dues són visiblement més grans que les tombes subsidiàries ordinàries dels servents. Aquesta peculiaritat apunta a l'estatus privilegiat del que devia gaudir Betrest/Seret durant el regnat d'aquest rei. De fet, només les reines i les mares reials podien ser enterrades tan a prop del rei. Malauradament, no consta en quina de les dues cambres es va trobar l'estela.